# Слонимская синагога
Слонимская синагога — памятник барочной архитектуры в городе Слоним (Гродненская область, Белоруссия), расположенный на улице Советской, 1. Построена в 1648 году. Включена в Государственный список историко-культурных ценностей Республики Беларусь.

## История
Большая синагога в Слониме построена в 1648 году в историческом центре города в системе его оборонительных сооружений, недалеко от рынка.
В 1881 году синагога сильно пострадала в результате большого пожара. Сразу после пожара на пожертвования прихожан деятельность синагоги была возобновлена, несмотря на то, что городские власти не давали на это разрешения.
После Второй мировой войны использовалась в качестве склада, затем — как торговое помещение.
В 2001 году синагога была передана в собственность Иудейскому религиозному объединению Белоруссии. Находится на реставрации, которая практически остановилась.
В 2010 году передана в собственность отделу культуры Слонимского райисполкома.
В начале 2021 года приобрела здание на аукционе за 30 тысяч белорусских рублей детская писательница и педагог из Минска Илона Караваева (псевдоним Ривз Иоанна). В июне 2022 года, после неудачных попыток найти средства на реставрацию, владелица заявила, что подарила здание Слонимскому райисполкому.
В феврале 2024 года здание снова продали на аукционе за 42 белорусских рубля ООО "АРПТ".

## Архитектура
Слонимская синагога — мощное сооружение, обнесено по периметру рядом низких поздних построек, являлась архитектурной доминантой старинной площади, к которой сходились улицы. Монументальная плоскость главного фасада синагоги с крупномасштабной пластикой ориентирована на улицу Советскую, западный фасад — на Школьную.
С узкого проезда от площади Ленина барочный фронтон здания воспринимается в особенно захватывающем ракурсе. Рядовая историческая окружающая застройка органично связана с синагогой.
Квадратное в плане кирпичное здание имеет вид базилики, покрыто двускатной крышей. Здание с центричной девятипольной планировочной схемой, характерной для синагог XVII—XVIII веков: конструкция перекрытий решена девятью сводчатыми пролётами. Фасады двухъярусные, трёхосевой симметричной композиции. К основному объёму с трёх сторон примыкают более низкие поздние пристройки. Строение имело оборонительный характер: толстые стены, отсутствие богатого декора, высокие оконные проёмы, узкие ниши-бойницы. Особенно монументален нижний ярус с рядом низких лучковых окон-бойниц и толщиной стен 1,7 м. Главный, восточный, фасад завершён высоким фигурным фронтоном на филёнковом парапете. Фронтон украшен декоративными деталями: сдвоенные пилястры, ниши, окна-розетки, волюты по бокам.

## Интерьер

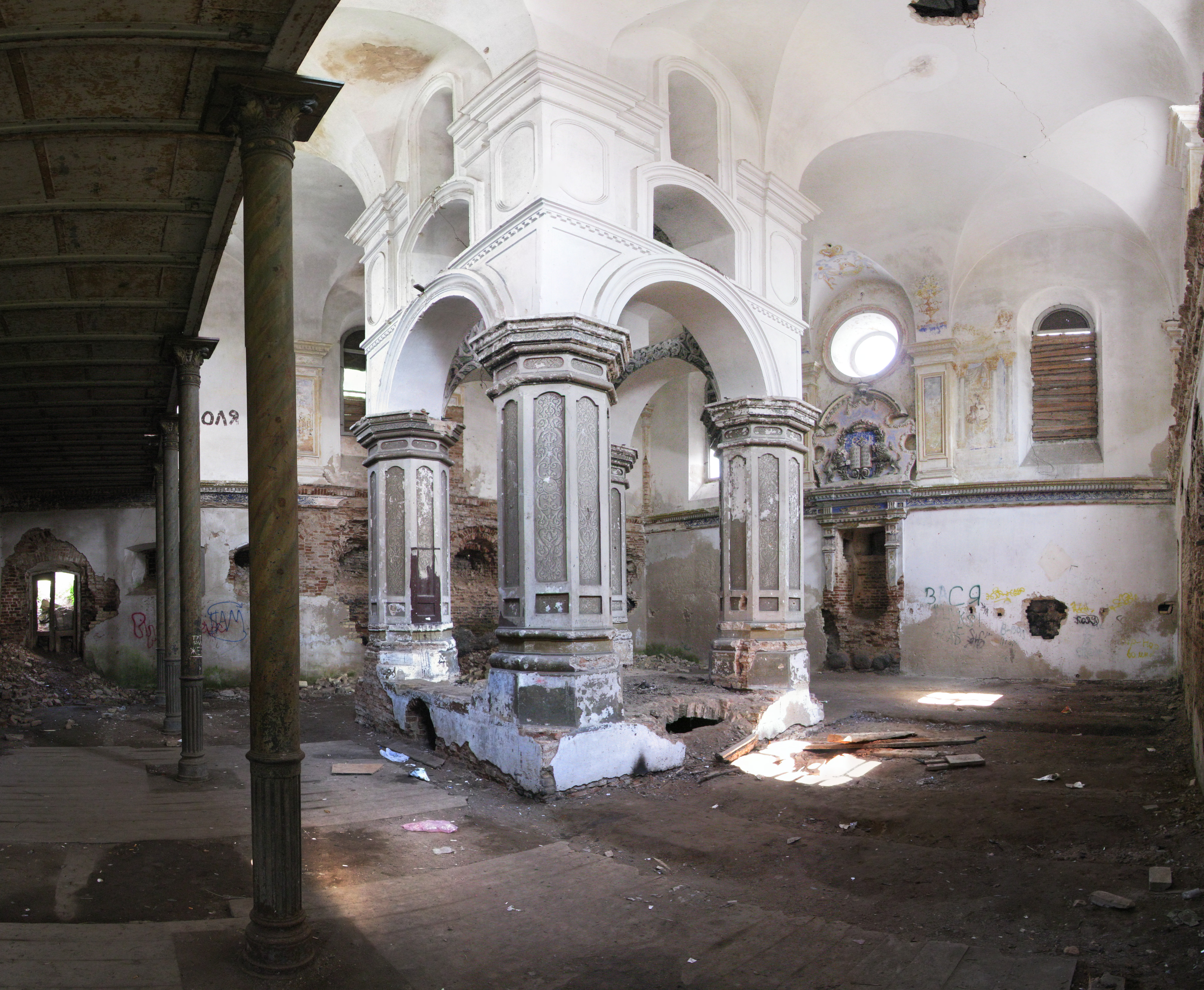
Интерьер Слонимской синагоги, в центре — бима

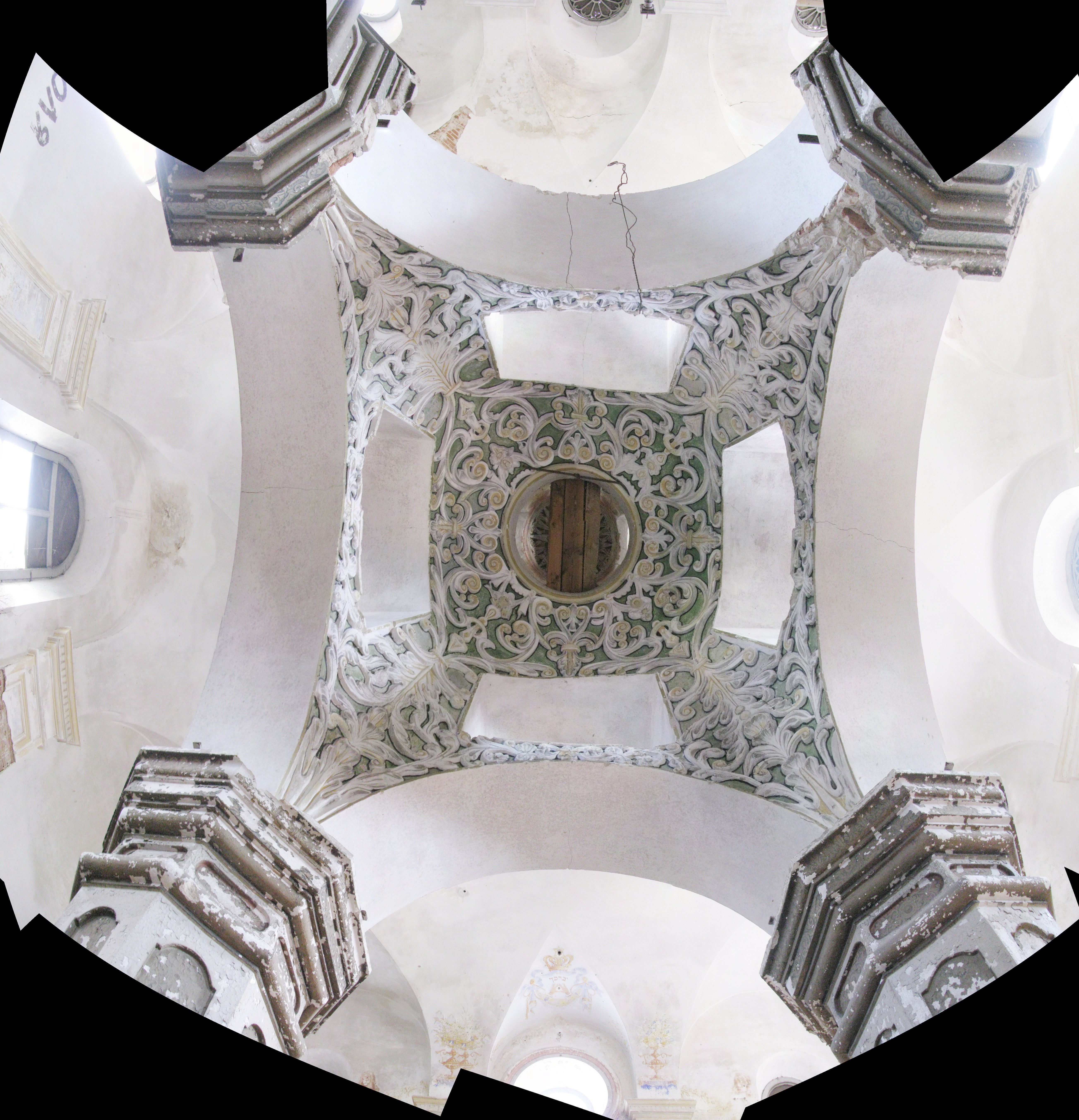
Роспись купола Бимы

Особенность решения интерьера обусловлена характером культового ритуала. В центре широкого зала установлена бима — возвышение для совершения религиозных обрядов. Навес над бимой, опирающийся на четыре мощные столпа и аркаду, представляет собой парусное дугообразное соединение с фонарём. Бима композиционно объединяет пространство интерьера и одновременно является центральной опорой крестовых соединений, которые перекрывают монолитный зал (высота — 11,8 м). Пятки дугообразных соединений опираются на пилястры, филёнки, расписанные фресками с романтическими пейзажами.
В декоративном решении интерьера использована техника гризайль.

### Священный ковчег

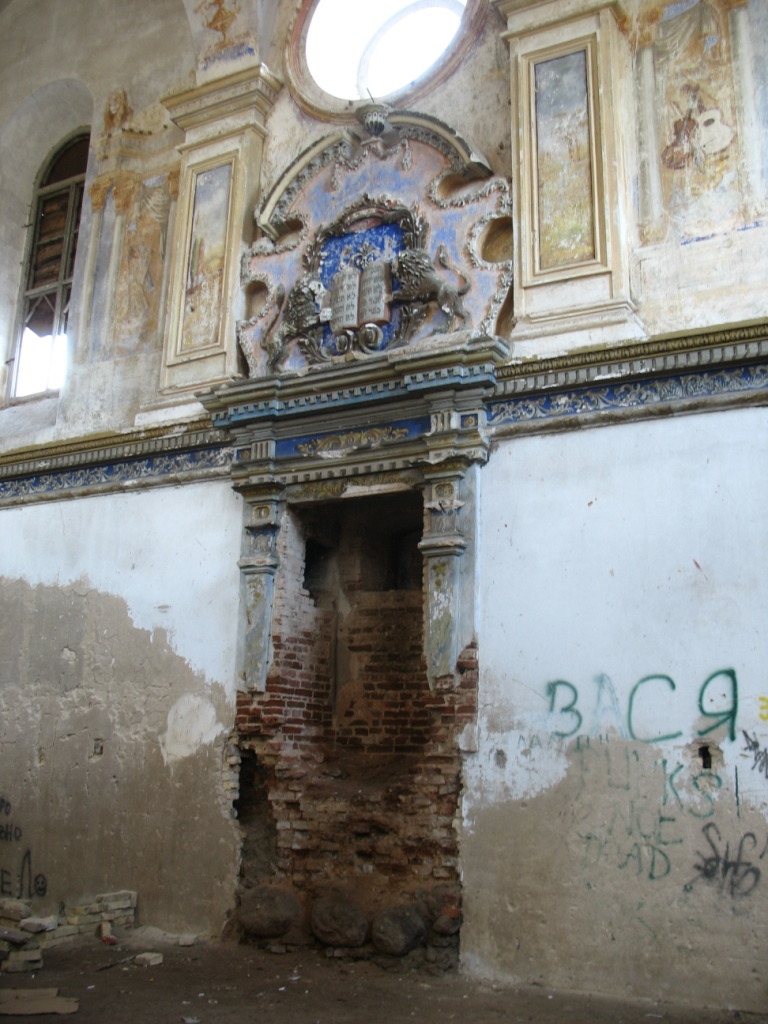
Лепной декор арон-кадеша

Декоративно-орнаментальные мотивы интерьера связаны с религиозной символикой. Композиционно-декоративным центром восточной стены является арон-кодеш («священный ковчег» — ниша для хранения свитка Торы). Над ним размещён накладной фигурный картуш — лепная композиция в виде двух скрижалей, которые поддерживаются с двух сторон львами и увенчаны короной. Все элементы декоративной лепнины покрыты позолотой или раскрашены. По бокам алтарного картуша — настенные фрески с коринфскими колоннами и антаблементом. Между иллюзорными колоннами — фрески с изображениями обрядовых (трубные рога, валторна, «арфа Давида») и светских (гитара, виолончель, кларнет) музыкальных инструментов, драпировок, букетов цветов. Ось алтарной стены завершается лепным балдахином в виде короны со звездой и спущенными драпировками.